# Neomyia rufifascies
Neomyia rufifascies är en tvåvingeart som först beskrevs av Ni 1982.  Neomyia rufifascies ingår i släktet Neomyia och familjen husflugor. Inga underarter finns listade i Catalogue of Life.